# ラウタロ・ジャネッティ
ラウタロ・ジャネッティ（Lautaro Gianetti、1993年11月13日 - ）は、アルゼンチン・ブエノスアイレス出身のプロサッカー選手。セリエA・ウディネーゼ・カルチョ所属。ポジションはDF。

## 経歴

### クラブ
1993年にサン・ニコラスで生まれたジャネッティは、CAベレス・サルスフィエルドの下部組織に入団した。
2012年3月29日、コパ・アルヘンティーナのCAロサリオ・セントラル戦でプロデビューを果たし、シーズンが経つにつれジャネッティはベレスのキャプテンに指名されるようになり、通算200試合に出場した。
2023年末に10年以上在籍したベレスを退団すると、2024年1月5日にセリエAのウディネーゼ・カルチョに加入することが発表された。

### 代表
各年代でアルゼンチン代表に選出されている。2016年夏にはリオ五輪に参加して試合に出場した。

## 代表歴
- アルゼンチンU-20
  - 南米ユース選手権2013
- アルゼンチンU-23
  - 2016年リオデジャネイロオリンピック

## タイトル
ベレス・サルスフィエルド
- プリメーラ・ディビシオン: 2012, 2012-2013
- スーペルコパ・アルヘンティーナ: 2013